# Johannes van Reijendam
Johannes van Reijendam Czn (19 juli 1868 – 6 januari 1959) was een Nederlands architect. Hij is onder andere bij verschillende Nederlandse gemeenten gemeentearchitect geweest. Naast gemeentearchitect was hij, meestal, tegelijkertijd ook docent aan de plaatselijke ambachtstekenschool. Van Reijendam overleed, hoewel hij woonachtig was in Bergen, in Alkmaar in de leeftijd van 90 jaar.

## Biografie
Van Reijendam groeide op in Haarlemmerliede en Spaarnwoude. Hij was enig kind van vader Cornelis van Reijendam en moeder Johanna Catharina Baars. Vader was timmerman en moeder was tot haar huwelijk met Cornelis naaister.
In 1893 verscheen een ontwerp voor een lichthouder in het architectenblad Vademecum der Bouwvakken. Van Reijendam trouwde op 9 april 1896 te Haarlem met Wilhelmina Hendrika Schornagel. Na het huwelijk verhuisde Van Reijendam naar Haarlem. In het bevolkingsregister werd opgetekend dat Van Reijendam architect en docent aan de Ambachtsschool was. Op 7 februari 1897 kreeg het echtpaar hun eerste zoon: Cornelis Dirk. Vader en zoon zouden later ook nog gezamenlijk onder andere een schoolgebouw in Nieuwe Niedorp ontwerpen.
Voordat het gezin in 1900 naar Hoorn verhuisde, Van Reijendam was per 31 oktober 1899 als opvolger van Gerrit Jan Hennink benoemd tot gemeentearchitect, was Van Reijendam werkzaam als tekenaar bij het architectenbureau Rooy en Van den Ban in Haarlem. Binnen twee maanden na aanstelling in Hoorn heeft hij twee nieuwe panden laten bouwen aan de Baanstraat. Het gezin was woonachtig in het hoekpand aan de Baanstraat en Spoorstraat. Het gezin woonde op de eerste verdieping. Van Reijendam hield op de begane grond kantoor. Ook de medewerkers hielden in dit pand kantoor. Het naastgelegen pand werd verhuurd. Ten tijde van zijn aanstelling in Hoorn was hij ook directeur van de plaatselijke Burgeravondschool. Die positie had eigenlijk naar de stadstekenaar Johan Kerkmeijer moeten gaan, maar die werd te jonge bevonden.
Op 14 januari 1905 vertrok Van Reijendam naar Nijmegen en in 1939 ging hij naar de gemeente Bergen. Jakob Faber volgde Van Reijendam in Hoorn op als gemeentearchitect.
Van Reijendam overleed op 6 januari 1959 in Alkmaar. Hoewel overleden in Alkmaar ligt hij wel, samen met zijn vrouw, in Bergen begraven op de algemene begraafplaats aan de Kerkedijk.

## Selectie van werken
Van Reijendam kreeg zowel opdrachten van particulieren als van de gemeentes waar hij bij in dienst was als gemeentelijk architect. Hieronder een selectie van ontwerpen van Van Reijendam:
- Pakhuis met bovenwoningen in IJmuiden (1895) oudste bekende vermelding van een zelfstandige opdracht.
- Telefoongebouw in IJmuiden (1897)
- Baanstraat 36-38 in Hoorn (ca. 1900)
- Rozenhof[5] - achter het Sint-Pietershof in Hoorn
- Nieuwstraat 1 in Hoorn (1901)
- Baarhuisje van de Algemene begraafplaats Keern in Hoorn
- Kleine Noord 15 in Hoorn (1902), gemeentelijk monument
- Grote Havensteeg 20 in Hoorn (1902), gemeentelijk monument
- Oude Doelenkade 27-37 in Hoorn - een rij herenhuizen in stijl van de jugendstil met chaletstijl-elementen, sinds 2001 rijksmonumenten
- Schoolgebouw in Nieuwe Niedorp (1931), samen met zoon Cornelis Dirk

## Selectie gebouwen

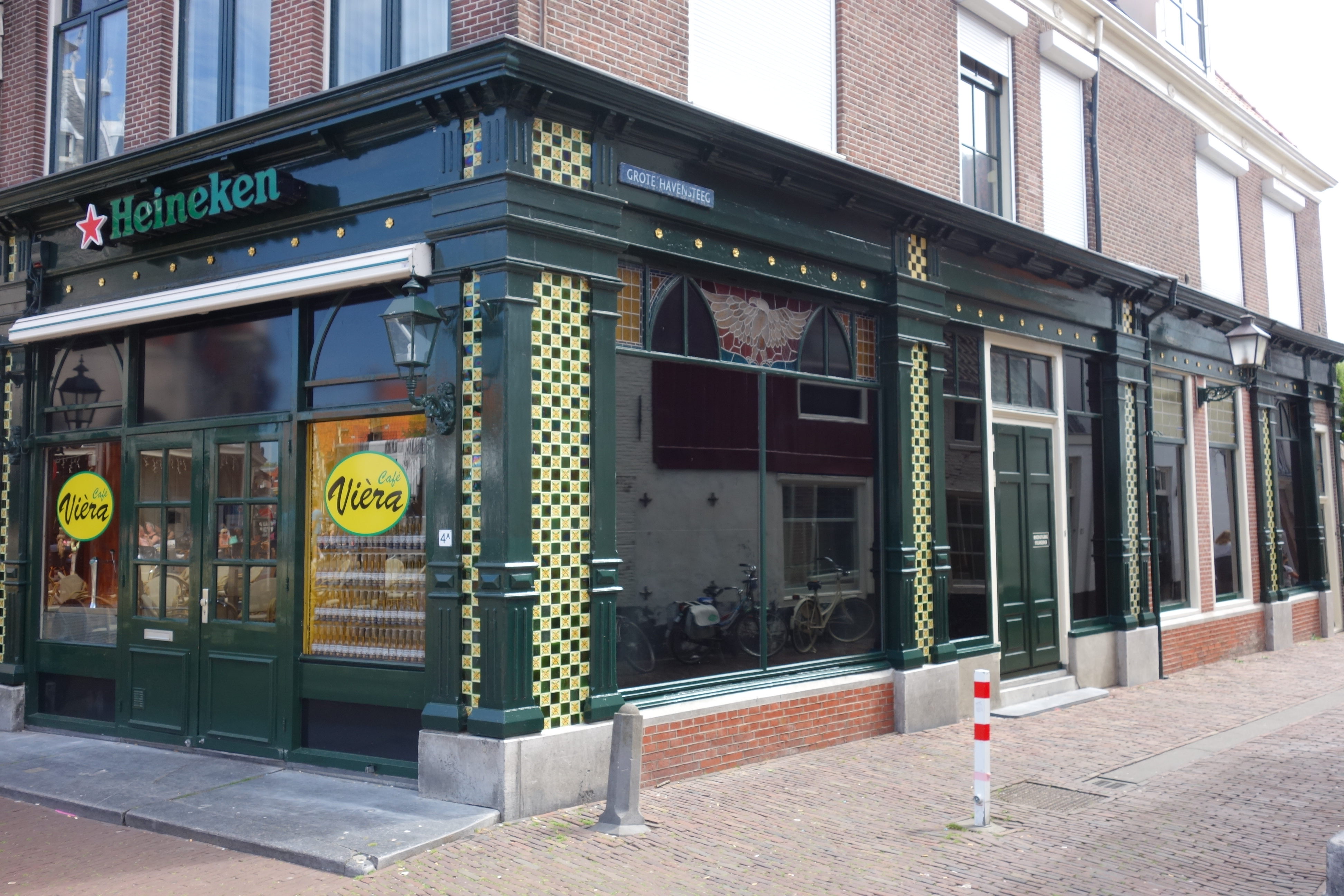
Pui van het pand Grote Havensteeg 20 te Hoorn
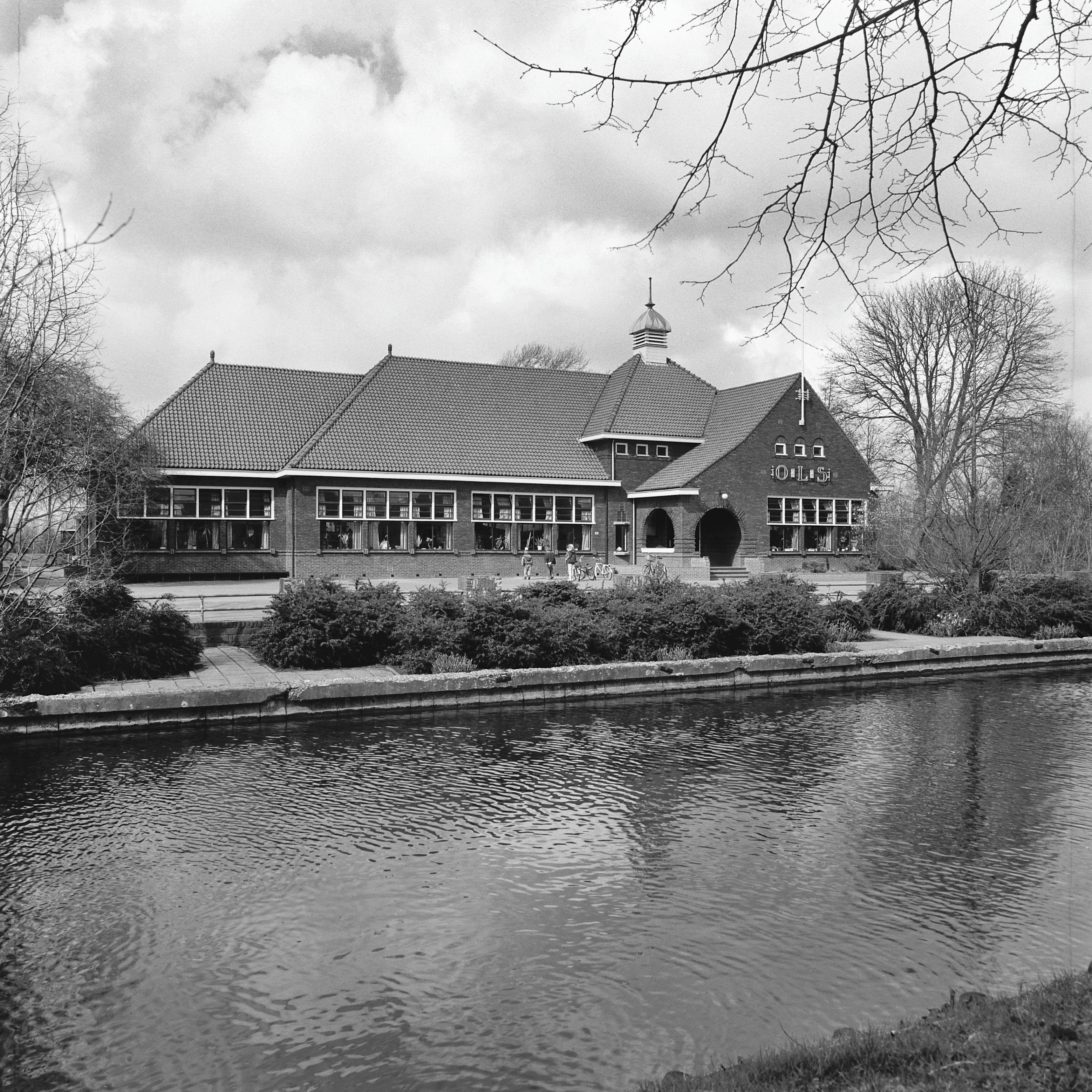
Schoolgebouw in Nieuwe Niedorp, ontwerp van Johannes en Cornelis Dirk samen
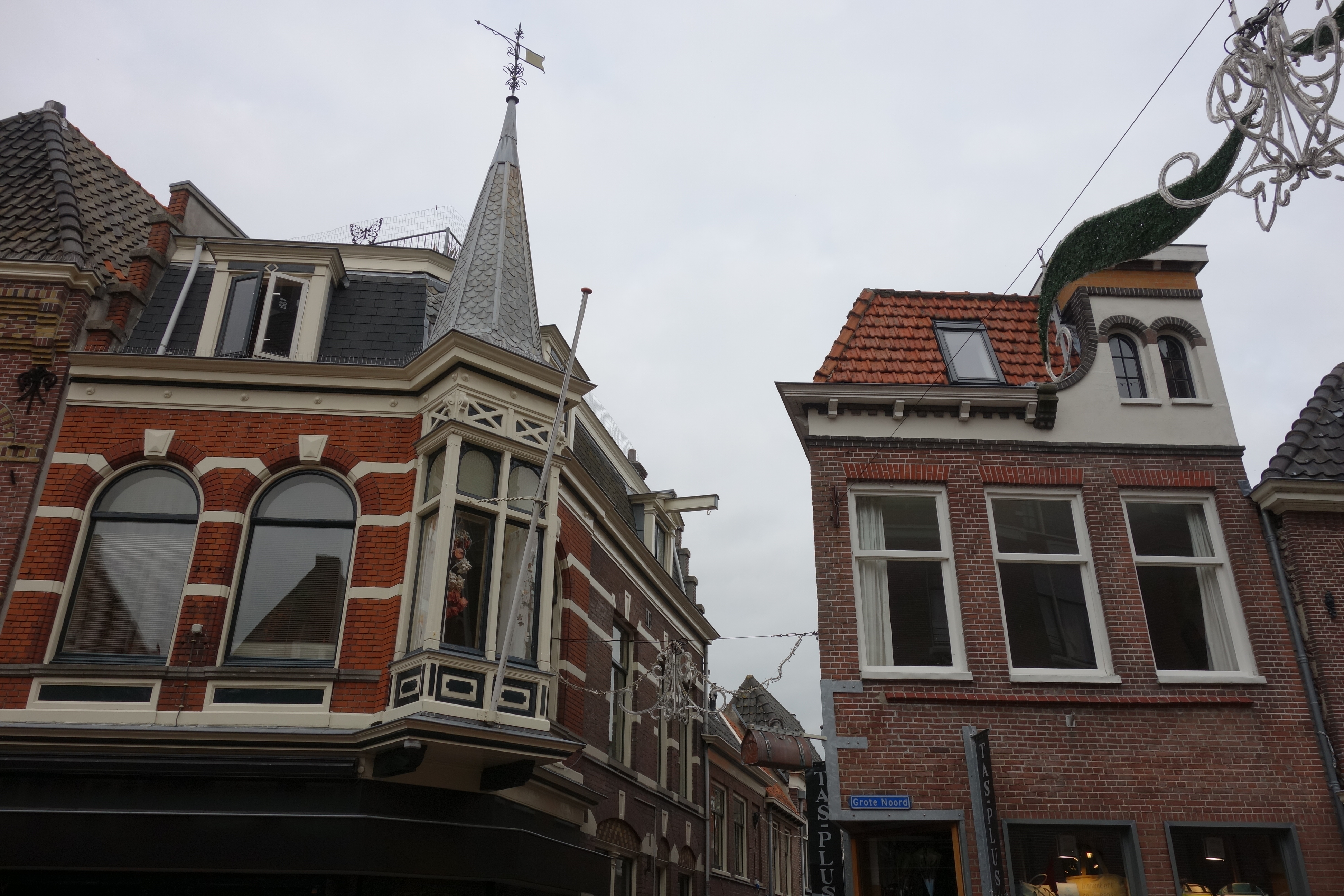
Grote Noord 32 (links) en 30 (rechts), beide ontworpen door Van Reijendam
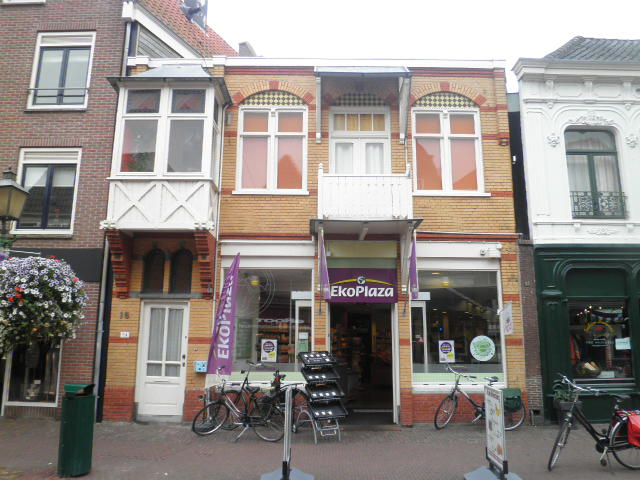
Kleine Noord 15 te Hoorn
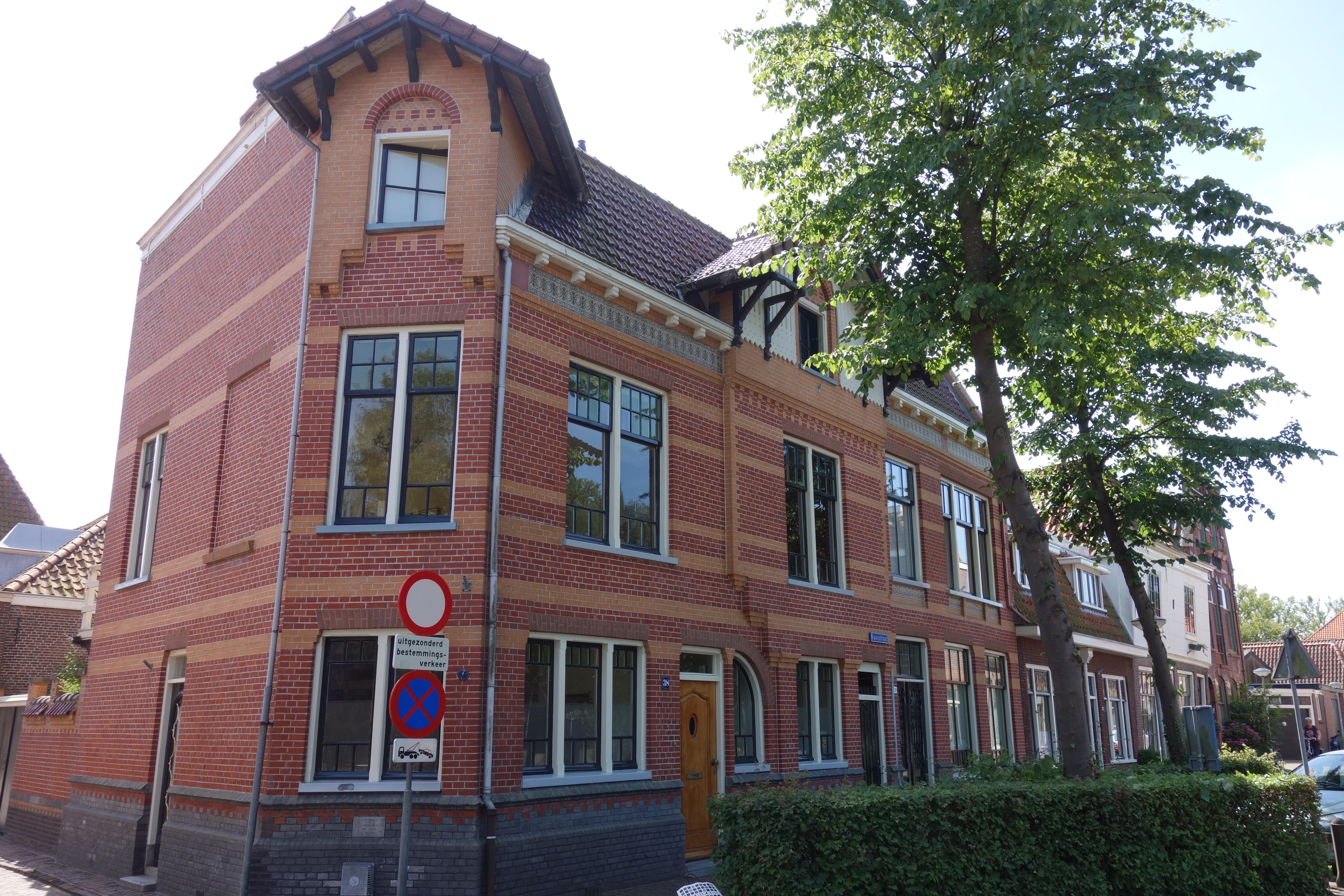
Baanstraat 36-38 te Hoorn
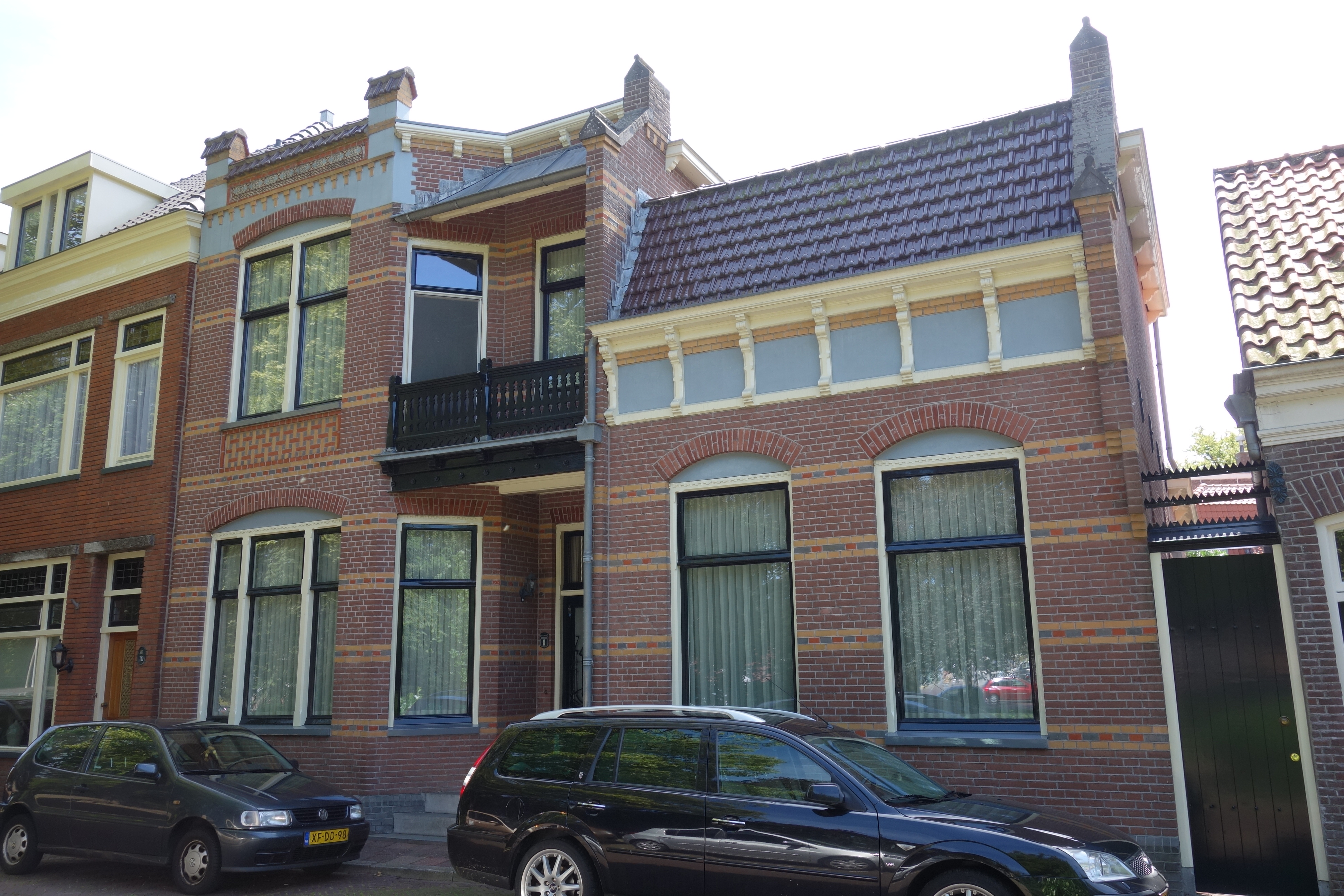
Noorderstraat 8 te Hoorn
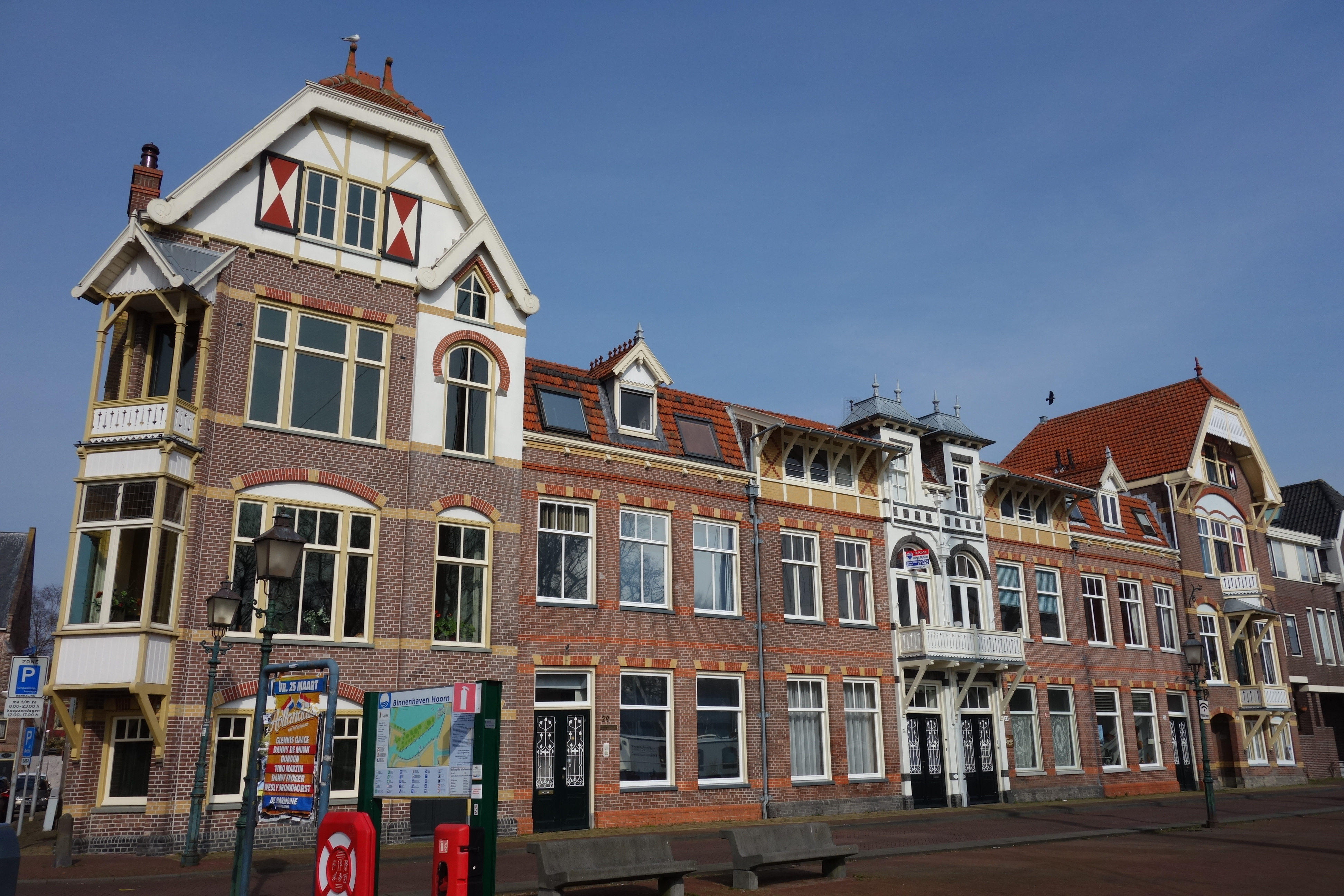
Oude Doelenkade 27 t/m 37

- International Standard Name Identifier: 0000 0003 9534 887X
- Nederlandse Thesaurus van Auteursnamen: 241495334
- Virtual International Authority File: 290051790